# Ahrensdorf (Ludwigsfelde)
Ahrensdorf è una frazione della città tedesca di Ludwigsfelde, nel Circondario del Teltow-Fläming in Brandeburgo.
Costituì un comune autonomo fino al 30 novembre 2001.
Il nucleo centrale del centro abitato ha la tipica struttura dell'Angerdorf, l'edificio centrale è la chiesa edificata nel 1575, a pianta rettangolare e dalle linee semplici è circondata dal cimitero. Particolarità della chiesa è una clessidra ancora funzionante usata in passato per controllare la durata della predica.